# Denis Iguma
Denis Iguma (Kalangala, 10 febbraio 1994) è un calciatore ugandese, difensore del Kampala City.

## Carriera

### Club
Ha giocato nel campionato ugandese e libanese.

### Nazionale
Ha esordito in nazionale nel 2012, venendo poi convocato per la Coppa d'Africa 2017.